# شون باتن
شون باتن (بالإنجليزية: Shawn Batten)‏ هي ممثلة أمريكية، ولدت في 14 أغسطس 1971 في كانساس سيتي في الولايات المتحدة.

## وصلات خارجية
- شون باتن على موقع IMDb (الإنجليزية)
- شون باتن على موقع قاعدة بيانات الفيلم (الإنجليزية)